# 田中功起
田中 功起（たなか こおき、1975年12月6日 - ）は、日本の美術家・映像作家。栃木県芳賀郡益子町出身。東京造形大学客員教授。京都市立芸術大学准教授。

## 略歴
1975年、栃木県芳賀郡益子町生まれ。1998年、ウィーン美術アカデミー短期留学。2000年、東京造形大学美術科絵画専攻卒業。2005年、東京藝術大学大学院美術研究科修士課程修了。ポーラ美術振興財団の助成を受けパリに滞在。2009年、文化庁新進芸術家海外研修制度によりロサンゼルスに留学。2013年、ヴェネツィア・ビエンナーレ日本代表。
「あいちトリエンナーレ2019」の「表現の不自由展・その後」展示中止に対し、ステートメントを発表した参加作家のうちのひとりである田中功起が、自身の展示《抽象・家族》（2019）を「再設定」すると発表した。

## 展覧会
- 2000年 - ナガミネプロジェクツ（東京）[5]
- 2001年 - 田中功起展─隠れ作業（ギャラリーαＭ、東京）[6]
- 2001年 - SAP Art-ing 東京2001（セゾンアートプログラム、旧新宿区立牛込原町小学校）
- 2002年 - スクリーン・メモリーズ（水戸芸術館）
- 2002年 - MIT テストウォールプロジェクトNo.2 〈Spinning〉 MIT リスト・ヴィジュアル・アートセンター （ケンブリッジ、アメリカ）
- 2002年 - ロストワールド・・記憶の遊園（豊田市美術館）
- 2002年 - ATTITUDE 2002（熊本市現代美術館）
- 2002年 - 覚醒 in the air（オンギャラリー、大阪）
- 2002年 - 田中達――Two solo shows（コオジオグラギャラリー、愛知）
- 2002年 - スクリーン・メモリーズ（水戸芸術館、茨城）
- 2002年 - 会田誠、田中功起（ミヅマアートギャラリー、東京）
- 2002年 - 熊本国際美術展 ATTITUDE 2002（熊本市現代美術館、熊本）
- 2003年 - 越後妻有アートトリエンナーレ（十日町、新潟）
- 2004年 - 六本木クロッシング－日本美術の新しい展望2004（森美術館）
- 2004年 - 買物袋、ビール、鳩にキャビアほか（群馬県立近代美術館）
- 2005年 - GUNDAM―来たるべき未来のために―（上野の森美術館）
- 2006年 - 台北ビエンナーレ（台湾）
- 2008年 - 第7回光州ビエンナーレ（韓国）
- 2013年 - 抽象的に話すこと - 不確かなものの共有とコレクティブ・アクト（ヴェネツィア・ビエンナーレ、イタリア）
- 2013–14年 - 映画をめぐる美術（京都国立近代美術館・東京国立近代美術館）
- 2014年 - ジャーナル（ICA、ロンドン）
- 2014年 - 「ポジションズ」（ファン・アッベ美術館、オランダ・アイントホーフェン）
- 2016年 - 田中功起　共にいることの可能性、その試み（水戸芸術館）[2]
- 2017年 - ミュンスター彫刻プロジェクト2017（ミュンスター、ドイツ）
- 2017年 - 「時間の形式、その制作と方法 ─ 田中功起作品とテキストから考える」（青山｜目黒、東京）
- 2018年 - Vulnerable Histories (A Road Movie)（ミグロ現代美術館、スイス）
- 2019年 - あいちトリエンナーレ（愛知県美術館、愛知）

## 著作
- 『リフレクティヴ・ノート(選集)』2021年
- 『B面がA面にかわるとき [増補版]』2016年
- 『共にいることの可能性、その試み、その記録 ―田中功起による、水戸芸術館での、ケーススタディとして』2016年
- 『地域アート――美学/制度/日本』2016年
- 『必然的にばらばらなものが生まれてくる』2014年
- 『質問する(その１) 』2013年
- 『仕事や人生や未来について考えるときにアーティストが語ること ─あなたはなぜつくるのですか?』2013年
- 『The End of Summer』2008年
- 『KOKI TANAKA WORKS 1997-2007』2007年

## 鑑賞可能な作品のリンク
- https://vimeo.com/kktnk
- https://www.youtube.com/c/KokiTanaka/videos